# العلاقات اليمنية البحرينية
العلاقات اليمنية البحرينية هي العلاقات الثنائية بين الحكومة اليمنية وحكومة البحرين.

## نبذة
اقتصرت العلاقة على التعاون المحدود في المجال التجاري في عام 1979م وامتدت إلى المجال السياسي عقب قيام الوحدة اليمنية -وتحديدًا عام 1994م- وأصبحت لها دلالتها الواقعية منذ عام 1997 حيث أضحى التبادل التجاري أكثر تطورًا بإقامة بنك مشترك بين الدولتين وإنشاء شركة لتسويق ولدعم الصادرات اليمنية والتوقيع علي اتفاقية الإعفاء الضريبي المتبادل في نوفمبر 1998 وامتد ليشمل المجال الصحي عبر توقيع مذكرة تفاهم للتعاون الصحي في نوفمبر 1999 ثم امتدت إلى الجانب الثقافي والإعلامي بموجب التوقيع على اتفاقية التبادل الإعلامي في سبتمبر 2002 والأخرى وقعت في أكتوبر للتعاون في مجال التعليم الفني والمهني، ويمكن القول بأن العلاقات الثنائية بين اليمن والبحرين ما زالت تتسم بالعمومية على الرغم من عراقتها وأصالتها ولا يزال هناك أمام الدولتين الكثير لتفعيل العلاقات فيما بينهما وفي شتى المجالات المختلفة".  